# Скорый (миноносец)
Скорый — миноносец Российского Императорского флота типа «Сокол» (10 октября 1907 года переклассифицирован в эскадренный миноносец).
Построен на Невском заводе в Санкт-Петербурге, доставлен по частям в Порт-Артур, где и был окончательно собран. Миноносец входил в состав Первой эскадры флота Тихого океана и Сибирской военной флотилии, участвовал в Русско-Японской войне.

## Проект
После окончания испытаний головного эсминца типа «Сокол», был сделан вывод о необходимости делать корпус более прочным, а котлы надежными. По настоянию Морского Технического комитета (МТК) обшивка делалась: в средней части корпуса из листов толщиной 6—7,5 мм, в оконечностях 4,5—6 мм; палубный настил 4,5—7,5 мм, палуба 4,5 мм. Поперечный набор также был усилен. Полное водоизмещение достигло 258 тонн. На сдаточных испытаниях миноносец развил скорость полного хода в 26,5 узлов.
Все миноносцы были построены с 1898 по 1902 год на верфях в городах Або, Охта, Санкт-Петербург и Ижора. От Главного Управления Кораблестроения (ГУК) наблюдающим за постройкой миноносцев на Невском заводе (Санкт-Петербург) заводе был капитан 2-го ранга А. Муравьев.
В 1899-1900 годах 12 миноносцев, предназначенных для Сибирской флотилии отправили на пароходах Добровольного флота в Порт-Артур в виде комплектов для сборки. Отличительной чертой этих миноносцев было наличие 3-х котлов вместо 4-х, более пригодных для транспортировки. Их сборка проходила на полуострове Тигровый Хвост в специально построенном в начале 1900 года для этих целей крытом эллинге, рассчитанном на сборку трех миноносцев одновременно.
С октября 1901 года начались испытания «Решительного», они закончились летом следующего года. Также в 1902 году вошли в строй еще два миноносца, в 1903 году — шесть. Последние три были введены в строй в 1904 году, после нападения японцев на Порт-Артур.
В ходе войны миноносцы показали хорошую мореходность и высокую живучесть: при подрыве на мине корабли оставались на плаву, как правило. А вот механизмы энергетических установок ломались почти каждый выход в море.

## Строительство
Эскадренный миноносец заложен в 1900 году на Невском заводе в Санкт-Петербурге под названием «Перепел». 27 февраля 1902 года начат сборкой, и 4 мая 1903 года спущен на воду в Порт-Артуре. Принят в казну в декабре 1903 года. С 9 марта 1902 года — «Скорый».

## Характеристики
- Длина — 58 метров
- Ширина — 5,5 метра
- Осадка 2,5 метра
- Общая мощность — 3 800 л. с.
- Скорость — до 27 узлов
- Дальность плавания — 660 миль

### Вооружение
- Одно 75-мм орудие в носу
- Три 47-мм пушки по бортам и на корме
- Два пулемета калибра 7,62-мм
- Два минных аппарата на поворотных щитах

## Служба
К началу русско-японской войны «Скорый» входил в состав 2-го отряда миноносцев 1-й Тихоокеанской эскадры. В задачи миноносца входило: дозорная и разведывательная служба, траление и постановка мины у побережья Порт-Артура.
В два часа ночи, в момент возвращения на базу, «Скорый» был принят японскими миноносками «за своего» и, вступив ему в кильватер они начали сопровождать его до Порт-Артура. «Скорый», пытаясь завлечь японцев ближе к береговым батареям, только у входа в гавань показал опознавательные знаки и дал полный вперед, в этот же момент батареи открыли по кораблям противника огонь. После нескольких попаданий японские миноноски отошли.
Отлично действовал в бою при отражении третьей атаки японских брандеров на Порт-Артур в ночь на 20 апреля (12 единиц), потопив торпедой один из них и расстреляв 58 снарядов по другим.
20 августа 1904 года с миноносца было выставлено минное заграждение из 16 мин на путях патрулирования японских кораблей. На следующий день японский эсминец «Хаядори» подорвался на одной из них.
Совместно с минным заградителем «Амур» и миноносцем «Сердитый» (под командованием А.В. Колчака), он принял участие в постановке минного заграждения. И на следующий день после этого на расставленных минах погибли японские броненосцы «Хацусэ» и «Ясима».
19 декабря, накануне сдачи Порт-Артура, «Скорый» под командованием В. Д. Тыркова успешно прорвал блокаду и прибыл со знамёнами и секретными документами крепости в Чифу, где был интернирован.
16 октября 1907 года произошло восстание минёров крепостного минного батальона в бухте Диомид. На следующий день восстали матросы миноносцев Сибирской флотилии.
17 октября машинный содержатель (по другим данным минно-артиллерийский содержатель) миноносца Яков Пойлов выстрелами из револьвера убил его командира старшего лейтенанта А. П. Штера, затем смертельно ранил прибежавшего на выстрелы мичмана Н. Юхновича и вахтенного начальника, а также выстрелом в лицо ранил машинного кондуктора Кочергина. Затем также выстрелами из револьвера он смертельно ранил командира стоявшего рядом миноносца «Бодрый» капитана второго ранга Н. П. Куроша. После чего Пойлов и руководитель военно-партийной организации РСДРП Мария Масликова, тайно прибывшая на корабль накануне вечером, захватили командование миноносцем. Далее, приняв на борт других восставших матросов с крейсера «Аскольд» и руководителей мятежа из города, предприняли действия по подъёму мятежа на других миноносцах и в береговых частях. После их безуспешности, попытались вырваться из бухты Золотой Рог, но миноносец был обстрелян с береговых частей и других кораблей. Ответным огнём «Скорый» незначительно повредил другие миноносцы, а на берегу — дом губернатора, здание военно-окружного суда, казармы пехотного полка и помещения мастерских порта. После более чем часового боя, получив 67 попаданий, в том числе с канонерской лодки «Манджур», на «Скором» было пробито машинное отделение и взорван котёл, убита большая часть восставших, находившихся на борту, в том числе Яков Пойлов и Мария Масликова. Корабль потерял способность управляться и выбросился на берег бухты.
«Скорый» был восстановлен к концу 1908 года. Продолжил службу. Весной 1918 года сдан к порту.
Захвачен японскими интервентами 30 июня 1918 года. В октябре 1922 года, во время эвакуации из Владивостока японцев, полностью выведен из строя. Далее номинально числился в составе Морских сил РККФ, в строй не вводился. 31 мая 1923 года сдан на слом. 21 ноября 1925 года в общем списке исключён из списков судов РККФ.

## Офицеры миноносца
- Командиры:
  - Лейтенант Хоменко Александр Александрович — 13.11.1903-18.04.1904
  - Лейтенант Стеценко Иван Васильевич — 18.05.1904-11.07.1904
  - Лейтенант Плен Павел Михайлович — 11.07.1904-10.09.1904
  - Лейтенант Тырков Владимир Дмитриевич — 10.09.1904-1906
  - Старший лейтенант Штер Андрей Петрович — 10.02.1907-17.10.1907
- Вахтенные начальники
  - Лейтенант Бек-Джевагиров Алексей Александрович — ?-03.1904
  - Мичман барон Клейст Эвальд Вильгельмович — 05.1904-06.1906
  - мичман Хлюстин Борис Павлович — 26.02.1906-?
- Судовые механики
  - Младший инженер-механик Копысов Алексей Николаевич
  - Помощник старшего инженер-механика Лилеев Михаил Павлович